# Heavydirtysoul
«Heavydirtysoul» es una canción escrita y grabada por el dúo musical estadounidense Twenty One Pilots, de su cuarto álbum de estudio, Blurryface, del año 2015.

## Lista de canciones

### Descarga digital
| Digital download |                  |          |  |
| N.º              | Título           | Duración |  |
| 1.               | «Heavydirtysoul» | 3:54     |  |

### CD sencillo
| CD single |                                 |          |  |
| N.º       | Título                          | Duración |  |
| 1.        | «Heavydirtysoul»                | 3:54     |  |
| 2.        | «Heavydirtysoul (instrumental)» | 3:54     |  |
| 3.        | «Heavydirtysoul (radio edit)»   | 3:33     |  |

## Créditos
- Tyler Joseph - voz, pandereta, guitarra, sintetizadores, bajo eléctrico, piano, programación
- Josh Dun - batería, percusión
- Ricky Reed - programación